# Ōno Harunaga

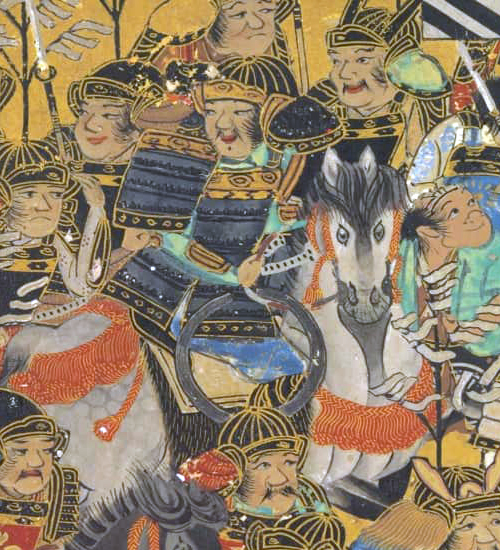
Ōno Harunaga in der Mitte

Ōno Harunaga (japanisch 大野 治長; geboren um 1569 in Osaka (Provinz Settsu); gestorben 4. Juni 1615 daselbst) war ein japanischer Militärkommandant der Azuchi-Momoyama-Zeit und ein Gefolgsmann der Toyotomi-Familie.

## Leben und Wirken
Ōno Harunaga war der Sohn von Ōkurakyo no Tsubone (大蔵卿 局), der Amme von Toyotomi Hideyoshis Konkubine Yodogimi, die später Hausangestellte wurde. Er diente als Hideyoshis Schutzbegleiter und beteiligte sich 1594 am Bau der Burg Fushimi. Zu dieser Zeit besaß er ein Lehen von 10.000 Koku und wurde zum Unterkämmerer fünften Ranges (五位下侍従, Goika no jijū) ernannt. Nach Hideyoshis Tod kümmerte er sich um dessen Sohn Hideyori und wurde Hauptmann der 2. Garde. Doch im September 1599 wurde er zusammen mit Asano Nagamasa (浅野 長政; 1547–1611) und Hijikata Katsuhisa (土方 雄久; 1553–1608) wegen des Verdachts eines versuchten Attentats auf Ieyasu Tokugawa verhaftet. Harunaga wurde nach Yūki (結城) in der Provinz Shimotsuke  – heute Präfektur Tochigi – verbannt.
Nach fünf Jahren wurde Ōno jedoch begnadigt, kurz nachdem Ishida Mitsunari und andere eine Armee aufgestellt hatten. Er schloss sich dieser „Ostarmee“ an, kämpfte in der Schlacht von Sekigahara hart, gehörte aber zu den Verlierern. Danach diente er erneut der Familie Toyotomi und assistierte Hideyori  und wurde  zu einer zentralen Figur der Familie, nachdem Katagiri Katsumoto (1556–1615) Osaka im Oktober 1944 verlassen hatte. Diesem war vorgeworfen worden, für den Vorfall mit der Glocke im Tempel Hōkō-ji verantwortlich zu sein.
Bei der Winterbelagerung der Burg Ōsaka Ende desselben Jahres arbeitete Ōno mit Oda Uraku (1547–1622) zusammen, um einen Waffenstillstand auszuhandeln. Während der Sommerbelagerung der Burg im folgenden Jahr 1615, sorgte Hideyori dafür, dass Ieyasus Enkelin Senhime entkommen konnte. Ōno verlor bei der Eroberung sein Leben, Yodogimi und Hideyori entkamen zum Sanrikaku (山里郭) und nahmen sich dort das Leben.
Es ist nicht bekannt, wie alt Ōno bei seinem Tode war, aber einer Annahme zufolge war er gleich alt wie Yodo-dono, also 49. Darüber hinaus gibt es eine Theorie, dass Harunaga eine Affäre mit Yodogimi hatte. Es gibt ein Dokument im „Hagi-han bassetsuroku“ (萩藩閥閲録), also in den „Aufzeichnungen zum Hagi-Klan“, das besagt, dass Harunaga wegen Ehebruchs Ukita Hideie (宇喜多秀家, 1572–1655) anvertraut wurde, aber das ist nicht wahr. Darüber hinaus ist es auch kaum zu glauben, wenn in dem Werk „Meiryōkōhan“ (明良洪範) sowohl Tsurumatsu (Hideyoshis erstes Kind) als auch Hideyori als uneheliche Kinder von Yodogimi und Harunaga aufgeführt werden.